# Сенкевич Серафима Федорівна
Серафима Федорівна Сенке́вич (1 травня 1941, Олішкань — 31 жовтня 2021, Миколаїв) — молдавська і українська художниця; член Спілки художників Молдавської РСР з 1961 року та Спілки радянських художників України з 1970 року (у її Миколаївській організації — з 1971 року); голова клубу жінок-художниць з 1995 року. Заслужений діяч мистецтв України з 1993 року

## Біографія
Народилася 1 травня 1941 року в селі Олішкань (нині Шолданештський район, Молдова) в багатодітній селянській сім'ї. Малювала з дитячих років, під час навчання в школі була редакторкою стінгазети. У 1961 році закінчила факультет живопису Кишинівського художнього училища імені Іллі Рєпіна, де навчалася у Ростислава Окушка, Михайла Ряснянського. Здобула фах викладача креслення.
Жила в Кишиневі, Києві; з 1971 року — у Миколаєві, де мешкала в будинку на Центральному проспекті, № 96, квартира № 28. З 1972 по 1985 рік вела секцію з естетичного виховання дітей, влаштовувала виставки дитячої творчості, конкурси дитячого малюнка на асфальті. Очолювала галерею мистецтв Чорноморського державного університету імені Петра Могили. 2000 року, за багаторічну плідну працю в галузі культури, нагороджена Почесною грамотою Міністерства культури України. У 2003 році закінчила Київський національний університет культури і мистецтв.
Померла у Миколаєві 31 жовтня 2021 року.

## Творча діяльність
Працювала у галузі станкового живопису. Олійними фарбами створювала пейзажі, натюрморти, портрети. Серед робіт:
- «Натюрморт з куркою» (1965);
- «Бесіда» (1972);
- «Раки» (1980);
- «Дорога» (1980);
- «Літо» (1982);
- «Сквер» (1986);
- «Осінній» (1992);
- «Святковий»" (1993)[5];
- «Весна» (1998)[5];
- «Портрет Юлії Тимошенко» (2004);
- «Портрет незнайомки» (2004);
- «Осінній пейзаж» (2010).

Перша персональна виставка відбулася у 1963 році в Кишиневі, на якій було представлено 60 картин. З того часу брала участь у всесоюзних та республіканських виставках, організовувала персональні виставки у Миколаєві та Києві.
Твори художниці знаходяться у багатьох музеях та приватних колекціях в Україні, Молдові, Угорщині, Росії, Франції, США, Німеччині, Японії, Словаччині та інших країнах.

## Вшанування
- Ім'я Серафіми Сенкевич носить галерея мистецтв Чорноморського державного університету імені Петра Могили, якою та керувала довгий час[6].